# Allsvenskan de 2015
O campeonato de futebol da Suécia da temporada de 2015 - Allsvenskan 2015 - decorreu no período de abril a outubro. A dureza do inverno sueco dificulta ou impede a prática do futebol no exterior durante os meses de inverno, sendo por isso preferida a temporada primavera-outono, embora isso provoque um desfazamento negativo em relação aos países que adotam a temporada outono-primavera.
Participaram 16 clubes. Esta época o escalão principal do futebol da Suécia contou com dois novos clubes: o GIF Sundsvall e o Hammarby IF.
O campeão desta temporada foi o IFK Norrköping que conquistou o seu 13º título nacional, e se classificou para a Liga dos Campeões. O 2º e 3º classificados - IFK Göteborg e AIK- ganharam a presença na Liga Europa.
Os despromovidos à Superettan no fim desta época foram o Halmstads BK e o Åtvidabergs FF. O Falkenbergs FF terá de disputar um playoff com o 3º colocado na Superettan - o IK Sirius.

## Campeão
| Allsvenskan 2015                    |
| Sweden                              |
| ----------------------------------- |
| IFK Norrköping Campeão (13º título) |

## Classificação Final 2015
| Posição | Clube           | Pontos | Qualificação                                                    |
| ------- | --------------- | ------ | --------------------------------------------------------------- |
| 1       | IFK Norrköping  | 66     | Liga dos Campeões da UEFA de 2016-17 - Segunda Pré-Eliminatória |
| 2       | IFK Göteborg    | 63     | Liga Europa da UEFA de 2016-17 - Primeira Pré-Eliminatória      |
| 3       | AIK             | 61     | Liga Europa da UEFA de 2016-17 - Primeira Pré-Eliminatória      |
| 4       | IF Elfsborg     | 55     | Allsvenskan 2016                                                |
| 5       | Malmö FF        | 54     | Allsvenskan 2016                                                |
| 6       | Djurgårdens IF  | 51     | Allsvenskan 2016                                                |
| 7       | BK Häcken       | 45     | Allsvenskan 2016                                                |
| 8       | Helsingborgs IF | 37     | Allsvenskan 2016                                                |
| 9       | Örebro SK       | 37     | Allsvenskan 2016                                                |
| 10      | Gefle IF        | 36     | Allsvenskan 2016                                                |
| 11      | Hammarby IF     | 33     | Allsvenskan 2016                                                |
| 12      | GIF Sundsvall   | 32     | Allsvenskan 2016                                                |
| 13      | Kalmar FF       | 31     | Allsvenskan 2016                                                |
| 14      | Falkenbergs FF  | 25     | Play-offs de rebaixamento                                       |
| 15      | Halmstads BK    | 21     | Rebaixado para a Superettan de 2016                             |
| 16      | Åtvidabergs FF  | 15     | Rebaixado para a Superettan de 2016                             |

## Play-offs
O 14º colocado na Allsvenskan 2015 enfrentou o terceiro colocado da Superettan 2015.

### Jogo de Ida
| 5 de novembro de 2015 18:00 | IK Sirius | 2-2 | 2-2 | Falkenbergs FF | Studenternas IP, Uppsala Público: 7.100 Árbitro: Andreas Ekberg |
| 5 de novembro de 2015 18:00 | Ogbu      | 11' | 19' | Nilsson        | Studenternas IP, Uppsala Público: 7.100 Árbitro: Andreas Ekberg |
| 5 de novembro de 2015 18:00 | Ogbu      | 64' | 56' | Nilsson        | Studenternas IP, Uppsala Público: 7.100 Árbitro: Andreas Ekberg |

### Jogo de Volta
| 8 de novembro de 2015 17:15 | Falkenbergs FF | 1-1 | 1-1 | IK Sirius | Falkenbergs IP, Falkenberg Público: 3.594 Árbitro: Mohammed Al-Hakim |
| 8 de novembro de 2015 17:15 | Keat           | 56' | 19' | Eriksson  | Falkenbergs IP, Falkenberg Público: 3.594 Árbitro: Mohammed Al-Hakim |

### Resultado
Agregado: 3-3 Falkenbergs FF venceu pelos gols marcados fora de casa.

## Melhores marcadores
| Posição | Jogador          | Clube           | Golos |
| ------- | ---------------- | --------------- | ----- |
| 1       | Emir Kujović     | IFK Norrköping  | 21    |
| 2       | Henok Goitom     | AIK             | 18    |
| 3       | Nyasha Mushekwi  | Djurgårdens IF  | 12    |
| 3       | Johan Oremo      | Gefle IF        | 12    |
| 3       | Robin Simovic    | Helsingborgs IF | 12    |
| 3       | Marcus Antonsson | Kalmar FF       | 12    |

## Participantes 2015
| Clube           | Cidade      | Estádio          | Capacidade |
| --------------- | ----------- | ---------------- | ---------- |
| AIK             | Solna       | Friends Arena    | 50 000     |
| BK Häcken       | Gotemburgo  | Rambergsvallen   | 6 000      |
| Djurgårdens IF  | Estocolmo   | Tele 2 Arena     | 30 000     |
| Falkenbergs FF  | Falkenberg  | Falkenbergs IP   | 5 000      |
| Gefle IF        | Gevália     | Strömvallen      | 6 711      |
| Halmstads BK    | Halmostádio | Örjans Vall      | 15 500     |
| Helsingborgs IF | Helsingborg | Olympia          | 16 500     |
| Hammarby IF     | Estocolmo   | Tele2 Arena      | 30 000     |
| IF Elfsborg     | Borås       | Arena de Borås   | 16 899     |
| IFK Göteborg    | Gotemburgo  | Gamla Ullevi     | 18 416     |
| IFK Norrköping  | Norrköping  | Nya Parken       | 17 234     |
| Kalmar FF       | Kalmar      | Guldfågeln Arena | 12 000     |
| Malmö FF        | Malmö       | Estádio Swedbank | 24 000     |
| GIF Sundsvall   | Sundsvália  | Norrporten Arena | 7 700      |
| Åtvidabergs FF  | Åtvidaberg  | Kopparvallen     | 8 300      |
| Örebro SK       | Örebro      | Behrn Arena      | 12 000     |